# Peloponnesische Schirmdolde
Die Peloponnesische Schirmdolde (Molopospermum peloponnesiacum), auch Striemendolde oder Peloponnesischer Striemensame genannt, ist die einzige Art der monotypischen Pflanzengattung Molopospermum innerhalb der Familie der Doldenblütler (Apiaceae).

## Beschreibung

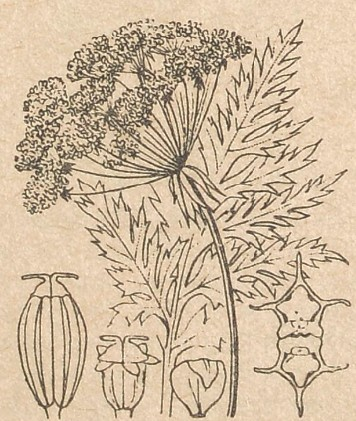
Illustration aus Coste

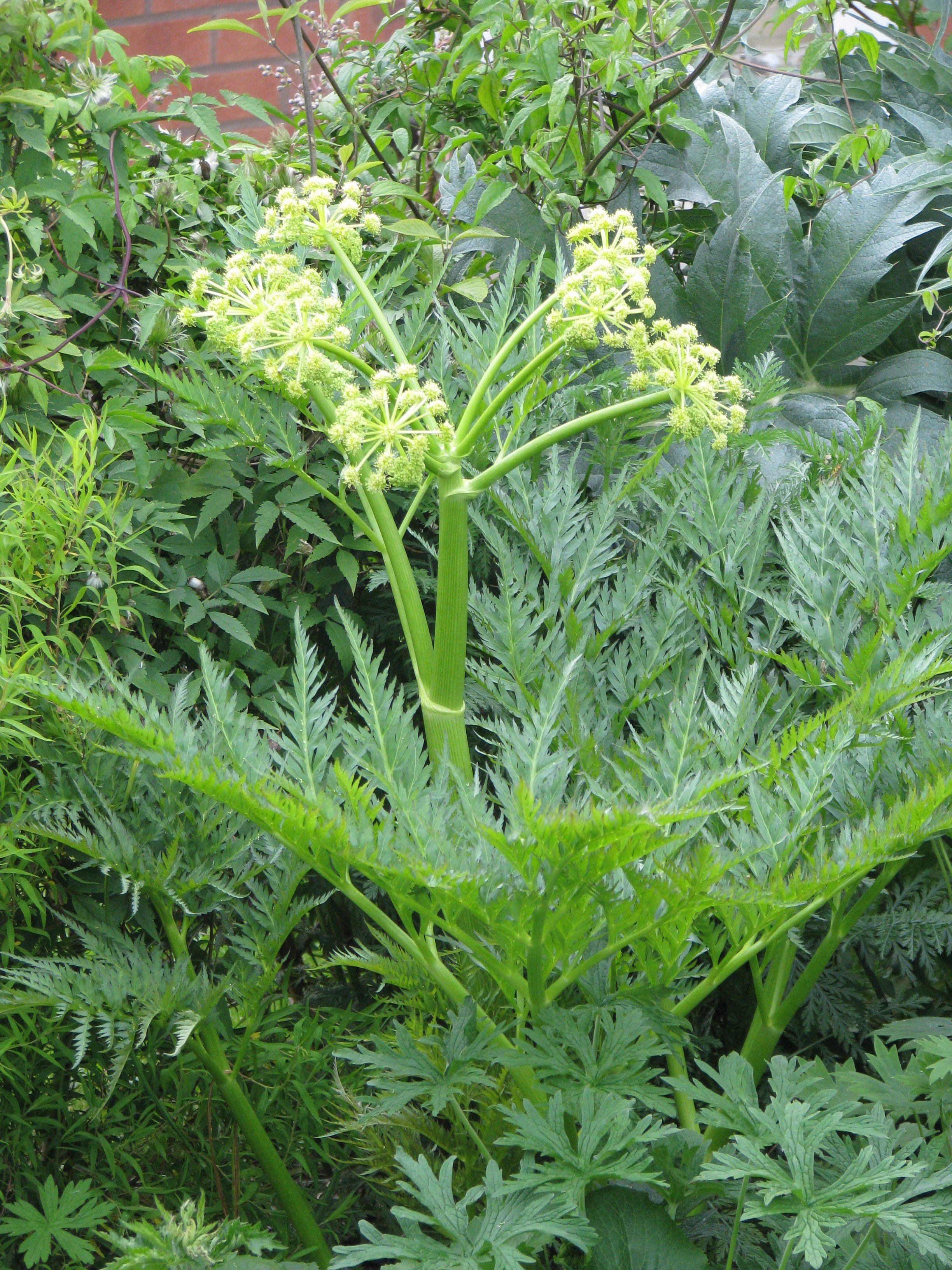
Habitus, Laubblätter und Blütenstand

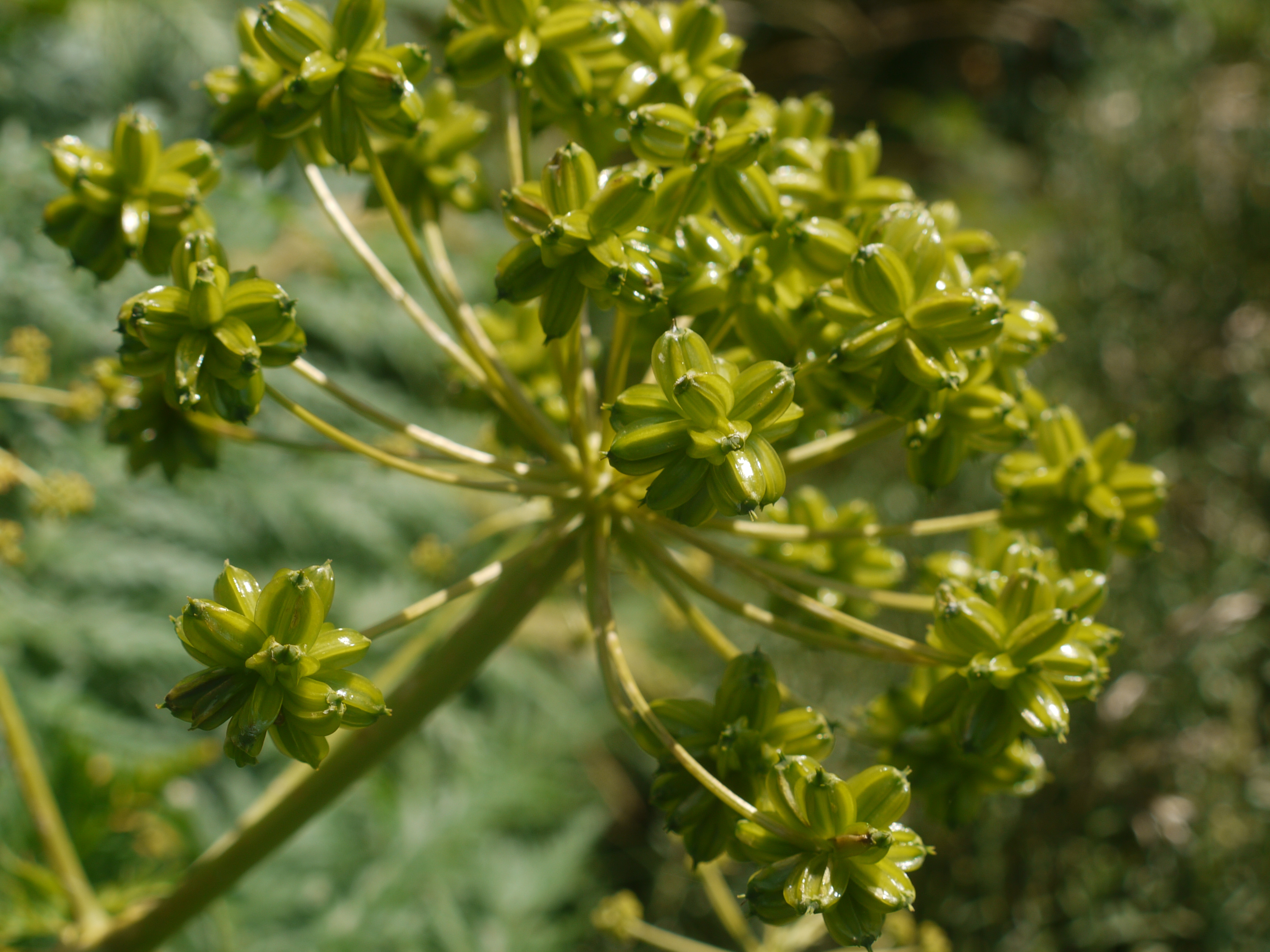
Doppeldolde mit jungen Früchten, Frankreich

### Vegetative Merkmale
Die Peloponnesische Schirmdolde ist eine ausdauernde krautige Pflanze, die Wuchshöhen von 80 bis 150 Zentimetern erreicht. Die Pflanzenteile sind kahl und übel riechend. Der „Wurzelstock“ ist dick, schwarzbraun und mit dicken Fasern versehen. Er besitzt am Hals durch die Überreste vorjähriger Blätter einen Faserschopf. Der Stängel ist stielrund, röhrig und im oberen Bereich verzweigt.
Die grund- und wechselständigen und mit einer Länge von bis zu 1 Meter sehr großen Laubblätter sind in Blattstiel und -spreite gegliedert. Der Blattstiel der unteren Laubblätter ist hohl und bis zu 45 Zentimeter lang. Die glänzende Blattspreite ist zwei- bis vierfach gefiedert. Die Teilblätter sind lang ausgezogen, sie sind fiederschnittig mit vorwärts gerichteten Blattzipfeln.

### Generative Merkmale
Die Blütezeit reicht von Juni bis Juli. Unter der sehr großen 15- bis 40-strahligen „Gipfeldolde“ befinden mehrere quirlig angeordnete Seitendolden. Die doldigen Blütenstände besitzen sechs- bis neunblättrige lanzettliche Hüllen und Hüllchen. Die Hüllblätter sind zugespitzt, am Rand breit häutig und manchmal blattähnlich. Sie sind verschieden lang. Die großen Gipfeldolden bestehen überwiegend oder ausschließlich aus fruchtbaren Zwitterblüten. Die etwas kleineren Seitendolden bestehen meist nur aus männlichen Blüten.
Die Blütenblätter sind weiß oder gelblich. Die Kelchblätter sind stumpf und fallen später ab. Die Blütenkronblätter sind ziemlich gleich groß, eiförmig-lanzettlich und flach mit aufstrebender oder eingekrümmter Spitze. Die Griffel sind etwa doppelt so lang wie das kegelförmige Griffelpolster. Sie tragen eine schwach kopfig-angeschwollene Narbe.
Es wird eine Doppelachäne gebildet. Die Teilfrucht ist flach, oval und bis zu 12 Millimeter lang. Sie besitzt breitkantige Rückenrippen und schmale Randrippen.
Die Chromosomenzahl beträgt 2n = 22.

## Vorkommen
Von Molopospermum peloponnesiacum gibt es Fundortangaben für Spanien, Andorra, Frankreich, Italien, die Schweiz und Slowenien. In der Schweiz kommt sie im Tessin, in den südlichen Tälern Graubündens und in einem kleinen Teil des Wallis, in Gondo vor.
Die Peloponnesische Schirmdolde gedeiht in Hochgrasfluren des Gebirges in Pflanzengesellschaften des Verbands Calamagrostion. Sie steigt am Comersee bis zu 2000 Metern Meereshöhe auf.
Die ökologischen Zeigerwerte nach Landolt et al. 2010 sind in der Schweiz: Feuchtezahl F = 2 (mäßig trocken), Lichtzahl L = 3 (halbschattig), Reaktionszahl R = 2 (sauer), Temperaturzahl T = 3 (montan), Nährstoffzahl N = 3 (mäßig nährstoffarm bis mäßig nährstoffreich), Kontinentalitätszahl K = 2 (subozeanisch).

## Systematik
Die Erstveröffentlichung erfolgte 1753 unter dem Namen (Basionym) Ligusticum peloponnesiacum durch Carl von Linné als in Species Plantarum, Tomus I, S. 250. Die Neukombination zu Molopospermum peloponnesiacum  (L.) W.D.J.Koch wurde 1824 durch Wilhelm Daniel Joseph Koch in Nova Acta Physico-Medica Academiae Caesareae Leopoldino-Carolinae Naturae Curiosorum, 12, S. 108 veröffentlicht und dabei die Gattung Molopospermum aufgestellt. Ein Synonym für Molopospermum peloponnesiacum (L.) W.D.J.Koch ist beispielsweise Cicutaria peloponnesiaca  (L.) Kuntze.
Die Bezeichnung peloponnesiacum hatte Carl von Linné sinngemäß von Joachim Camerarius dem Jüngeren (1534–1598) übernommen. Camerarius hatte einen Doldenblütler als Seseli peloponnesense bezeichnet und Linné hatte in seinem Werk Species Plantarum diese Bezeichnung als Synonym seiner Ligusticum peloponnesiacum zitiert. Es gibt aber auch schon bei Dioskurides ein Seseli Peloponnesiakon. Eine Zuordnung ist aber unsicher, jedenfalls kommt die Linnésche Art auf dem Peloponnes und in ganz Griechenland nicht vor.
Anhand verschiedener Inhaltsstoffe unterscheidet I. Ullmann 1987 die beiden Unterarten:
- Molopospermum peloponnesiacum (L.) W.D.J.Koch subsp. peloponnesiacum: Sie kommt nur von Spanien über Andorra bis Frankreich vor.[4] Sie besitzt gelbliche Blütenblätter.[9]
- Molopospermum peloponnesiacum subsp. bauhini I.Ullmann: Sie kommt wohl nur in der Schweiz, in Italien und Slowenien vor.[4] Sie besitzt weiße Blütenblätter.[9] Die Bezeichnung der Unterart ehrt Caspar Bauhin (1560–1624), der schon damals auf den besonderen Geruch der Pflanze hingewiesen hatte.[9]

## Weiterführende Literatur
- Martin Krähenbühl, Philippe Küpfer: Nombre chromosomique de base et position systématique du genre Molopospermum Koch au sein des Umbelliferae. In: Bauhinia, Band 10, 1992, S. 75–84.